# Архави
Архави (на турски: Arhavi; на лазки: არქაბი/Arǩabi; на грузински: არქაბი/arkabi) е град в Турция. Той е административен център на околия Архави. Разположен е на 0 – 30 метра надморска височина, край брега на Черно море. Според оценки на Статистическия институт на Турция към 31 декември 2019 г. населението на града е 16 135 души.